# Dinh thự Würzburg
Dinh thự Würzburg (Đức: Würzburger Residenz) hay Cung điện Würzburg là một cung điện nằm ở Würzburg, Bayern, miền nam nước Đức. Johann Lukas von Hildebrandt và Maximilian von Welsch là hai kiến trúc sư đại diện của phong cách Baroque ở Áo / Nam Đức đã tham gia vào việc xây dựng, cùng với Robert de Cotte và Germain Boffrand những người theo phong cách kiến trúc kiểu Pháp. Balthasar Neumann là kiến trúc sư sân của Giáo phận Công giáo Rôma Wurzburg là kiến trúc sư chính của dinh thự được ủy quyền bởi Hoàng tử-Giám mục Würzburg Johann Philipp Franz von Schönborn và em trai Friedrich Karl năm 1720 và hoàn thành vào năm 1744. Họa sĩ người Venezia Giovanni Battista Tiepolo với sự hỗ trợ của con trai ông là Domenico đã vẽ những bức bích họa tuyệt đẹp trong dinh thự.
Bên trong dinh thự được coi là kiệt tác của kiến trúc và nghệ thuật Baroque/Rococo hoặc Tân cổ điển bao gồm cầu thang lớn, nhà nguyện và Hội trường Hoàng gia. Công trình được hoàng đế Napoleon gọi là "nhà của cha xứ lớn nhất châu Âu".:52 Nó đã bị hư hại nặng nề do các vụ ném bom của quân Đồng minh trong Chiến tranh thế giới lần thứ hai và việc khôi phục đã được tiến hành từ năm 1945. Kể từ năm 1981, dinh thự này đã được UNESCO công nhận là Di sản thế giới.

## Lịch sử
Các Hoàng tử-Giám mục Wurzburg cư ngụ trong Pháo đài Marienberg nằm trên một ngọn đồi phía tây sông Main cho đến đầu thế kỷ 18. Johann Philipp Franz von Schönborn (1719–24) đã chuyển cung điện tới một nơi được xây dựng từ năm 1701–04, tiền thân của dinh thự Würzburg. Tuy nhiên, theo ý kiến của ông, cung điện khá nhỏ không xứng với vị trí của mình như một vị vua quân chủ tuyệt đối - ông đang tìm kiếm thứ gì đó có thể so sánh với Cung điện Versailles và Schönbrunn.:52 Có được số tiền 600.000 đồng Gulden Áo-Hung (cả một gia tài vào thời điểm đó) vào năm nhậm chức, ông đã sử dụng các quỹ để thực hiện một dự án xây dựng tuyên bố vị thế chính trị của mình cho tất cả mọi người biết.
Trong đó, ông được hai người họ hàng là người chú Tổng giám mục Mainz và cử tri của Mainz Lothar Franz von Schönborn, người em trai Friedrich Carl von Schönborn từ năm 1704 đến 1734 là phó đại pháp quan hoàng gia ở Viên.:52 Cả hai người đều cung cấp ý tưởng và quan trọng, các nghệ sĩ đã được đưa đến từ nơi cai quan của họ. Friedrich Carl đã gặp Hildebrandt tại Viên trong quá trình xây dựng Cung điện Belvedere.:53 Những viên đá đầu tiên được đặt vào ngày 22 tháng 5 năm 1720, với việc xây dựng bắt đầu từ khối nhà phía bắc.
Tuy nhiên, người kế vị của Johann Phillip Franz là Hoàng tử-Giám mục Christoph Franz von Hutten (1724-9) lại không có hứng thú với việc xây dựng một cung điện to lớn đến như vậy. Ông chỉ cần khối nhà phía bắc được hoàn thành. Công trình này được kết thúc vào năm ông qua đời. Tất cả các hạng mục khác sau đó đã bị dừng lại.
Tuy nhiên, vào năm 1730 dưới thời Hoàng tử-Giám mục Friedrich Karl von Schönborn (1729–46) thì công việc ở khối phía nam lại bắt đầu. Vào năm 1732-3, mặt trước của sân chính đã được hoàn thành. Từ năm 1735 trở đi, công việc tại tòa nhà trung tâm đã diễn ra với sự tham gia của Lucas von Hildebrandt. Năm 1737, cầu thang chính của Balthasar Neumann được xây dựng. Mặt trước của khu vườn được hoàn thành vào năm 1740 và toàn bộ vẻ bề ngoài vào tháng 12 năm 1744. Neumann chủ yếu chịu trách nhiệm cho mặt tiền đường trục dinh thự trong khi công việc của Hildebrandt tập trung ở các khu vườn. Bốn sân bên trong của cánh bên là một ý tưởng của von Welsch.:54
Vòm cuốn ở sảnh Hoàng đế và Hội trường Trắng hoàn thành vào năm 1742; vào năm 1743 đối với các vòm cuốn trên cầu thang. Đồng thời, các đồ trang trí của Nhà nguyện cung điện đã được hiện thực hóa với việc thánh hiến vào năm 1743. Từ 1740-5, phía nam Kaiserzimmer (căn hộ Hoàng gia) và Spiegelkabinett (buồng gương) được trang trí bởi các thợ chạm khắc trang trí Ferdinand Hundt, Johann Wolfgang van der Auvera, Antonio Giuseppe Bossi và Johann Rudolf Byss. Bossi cũng là người tạo ra các trang trí bằng vữa trong Hội trường Trắng từ năm 1744-5.

## Hình ảnh

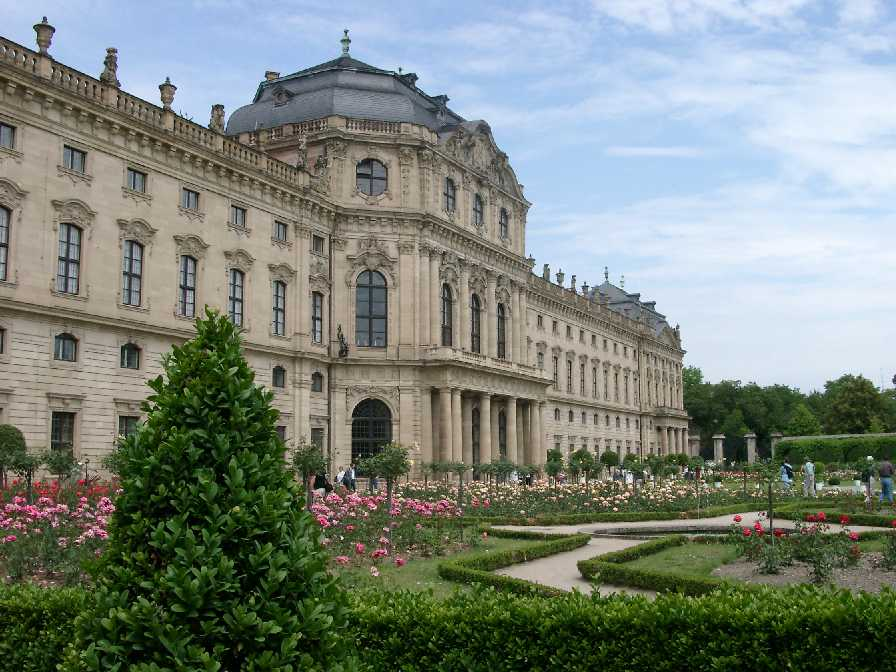
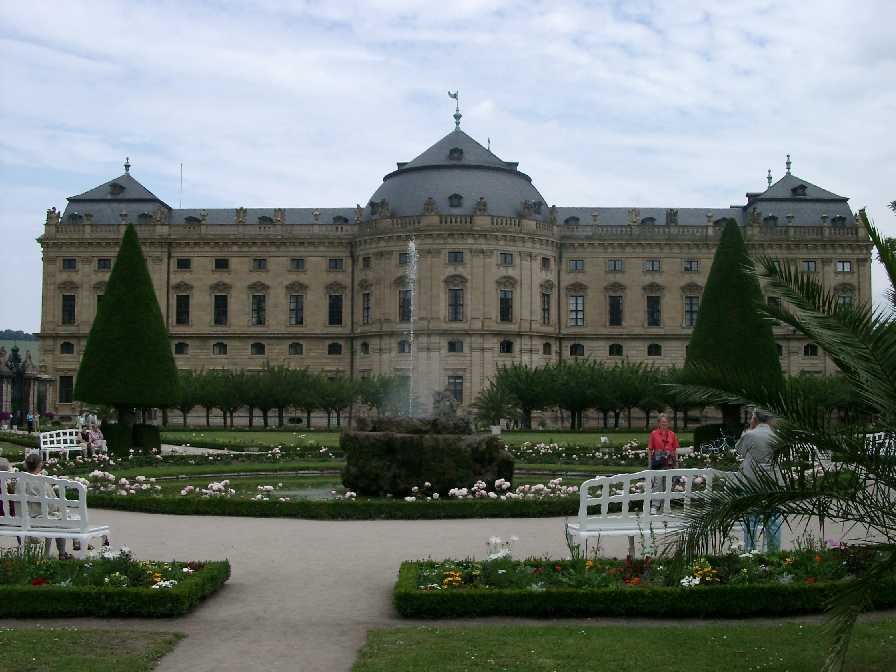
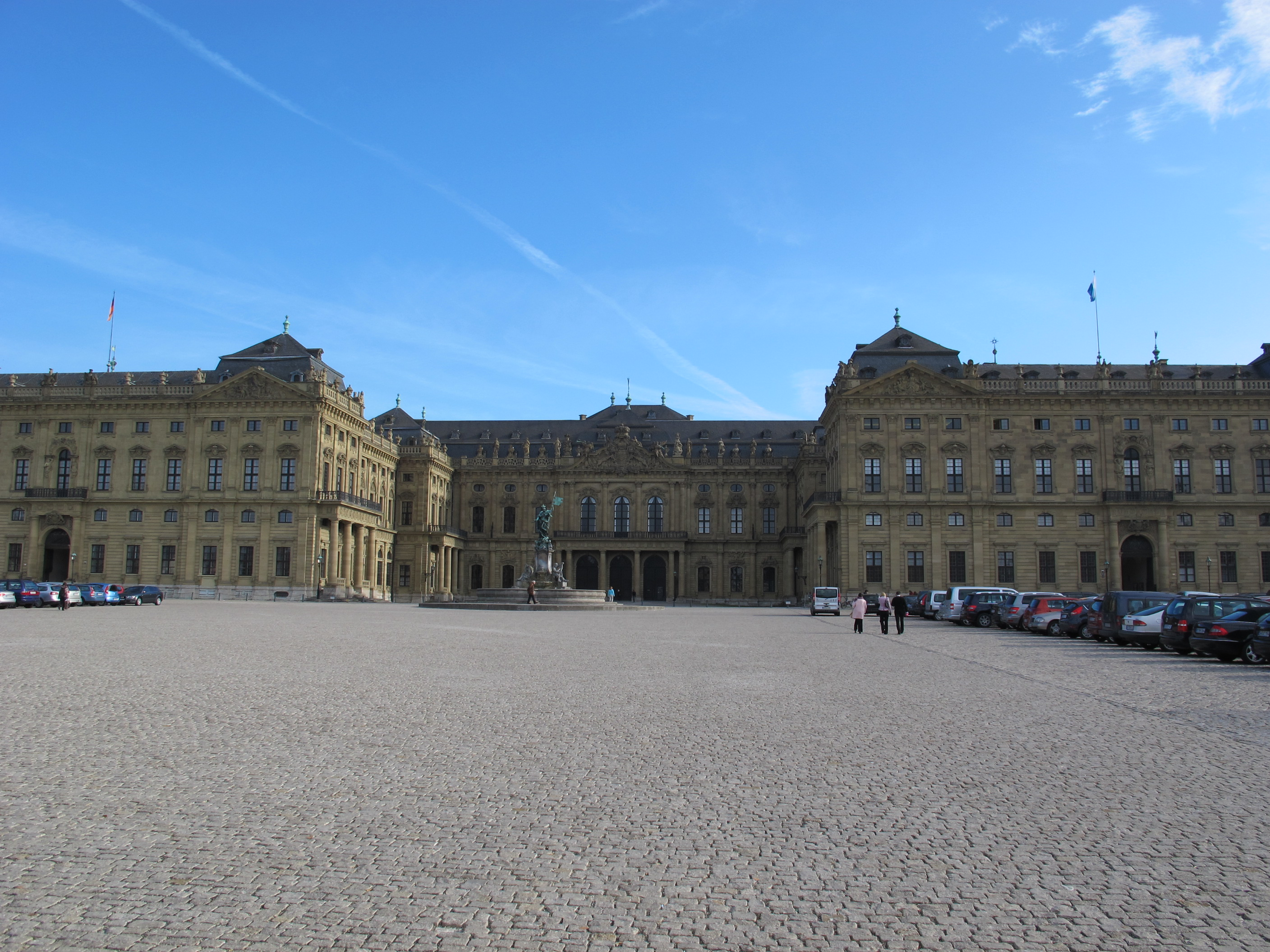
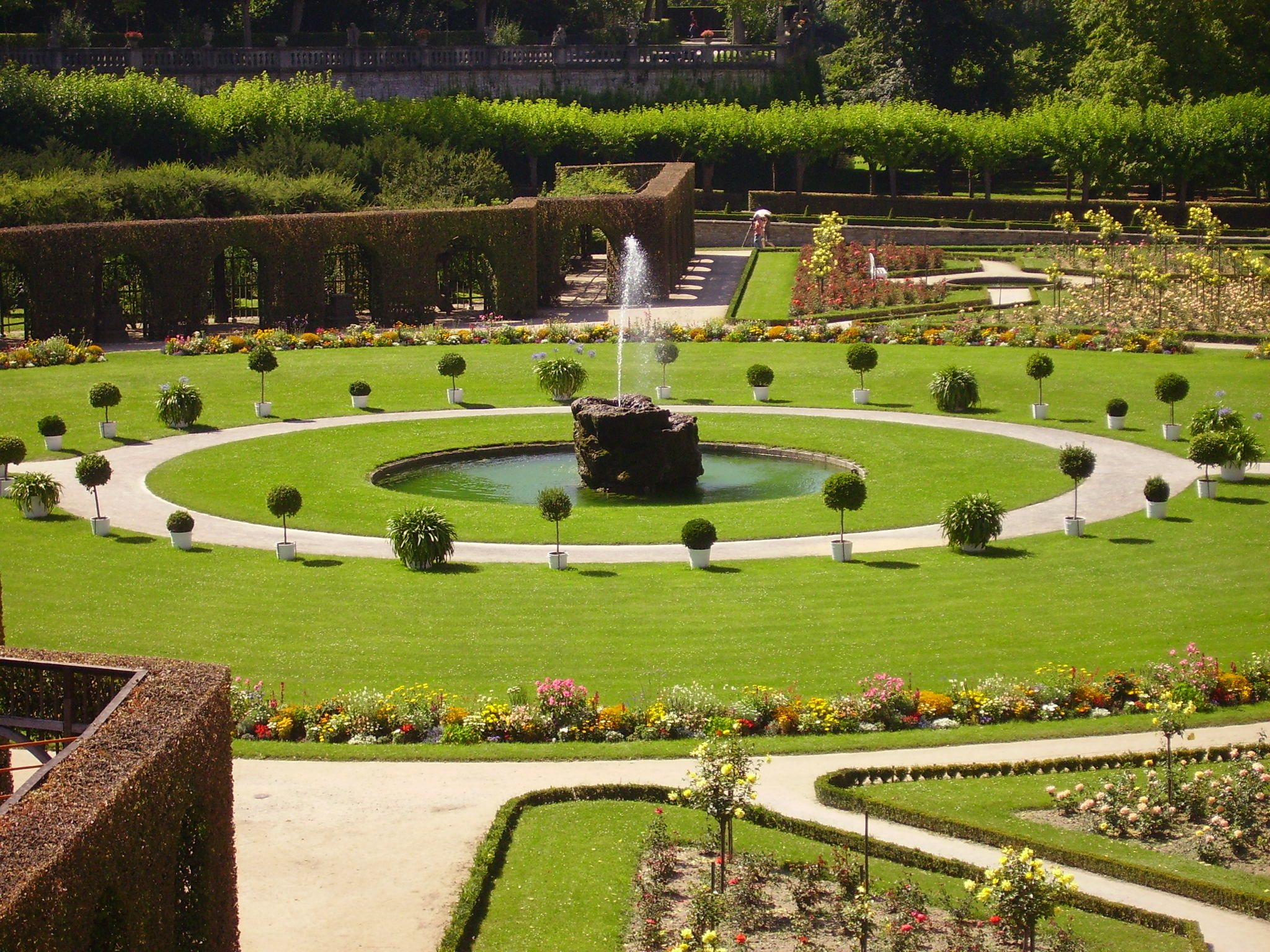
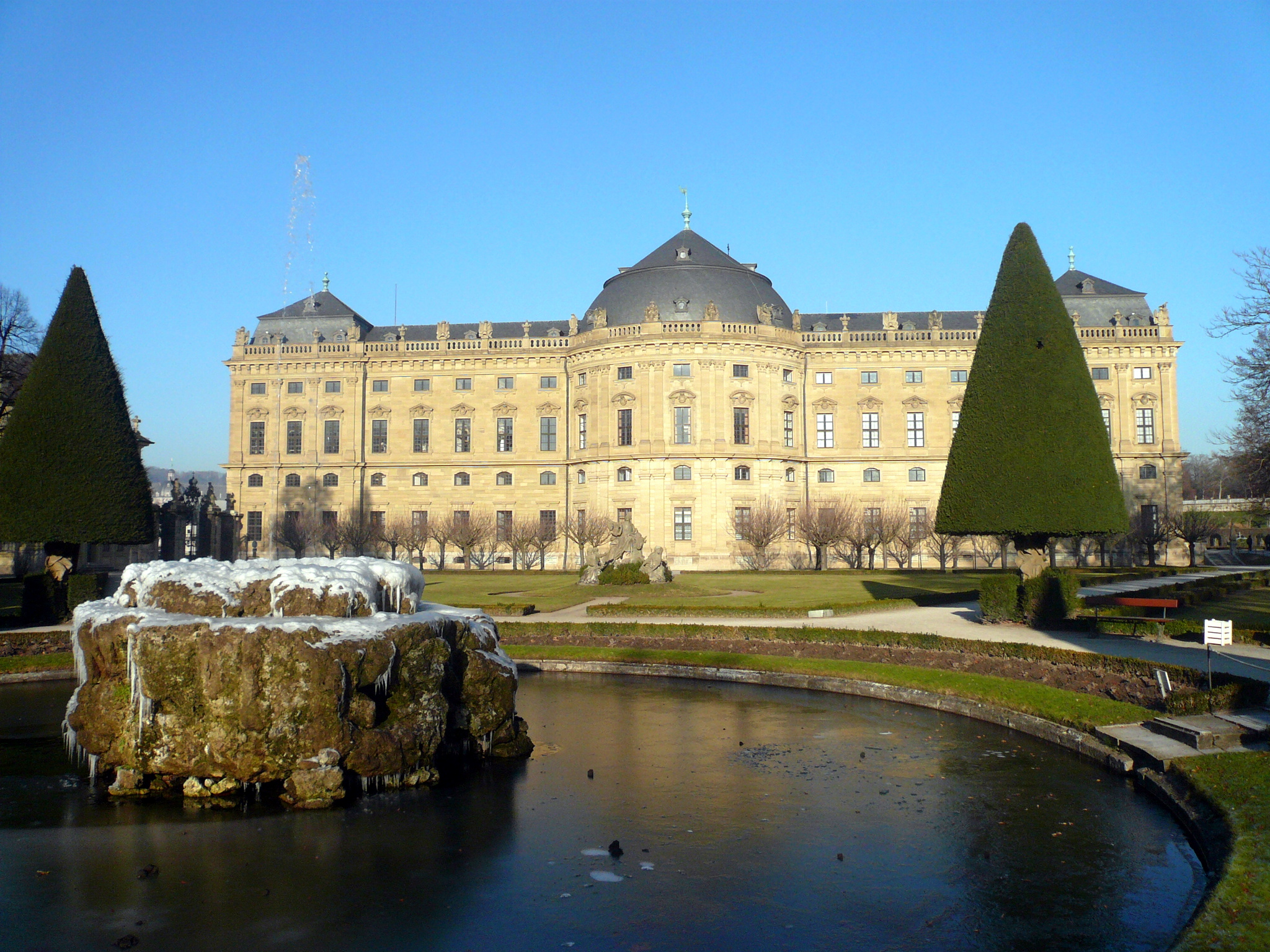
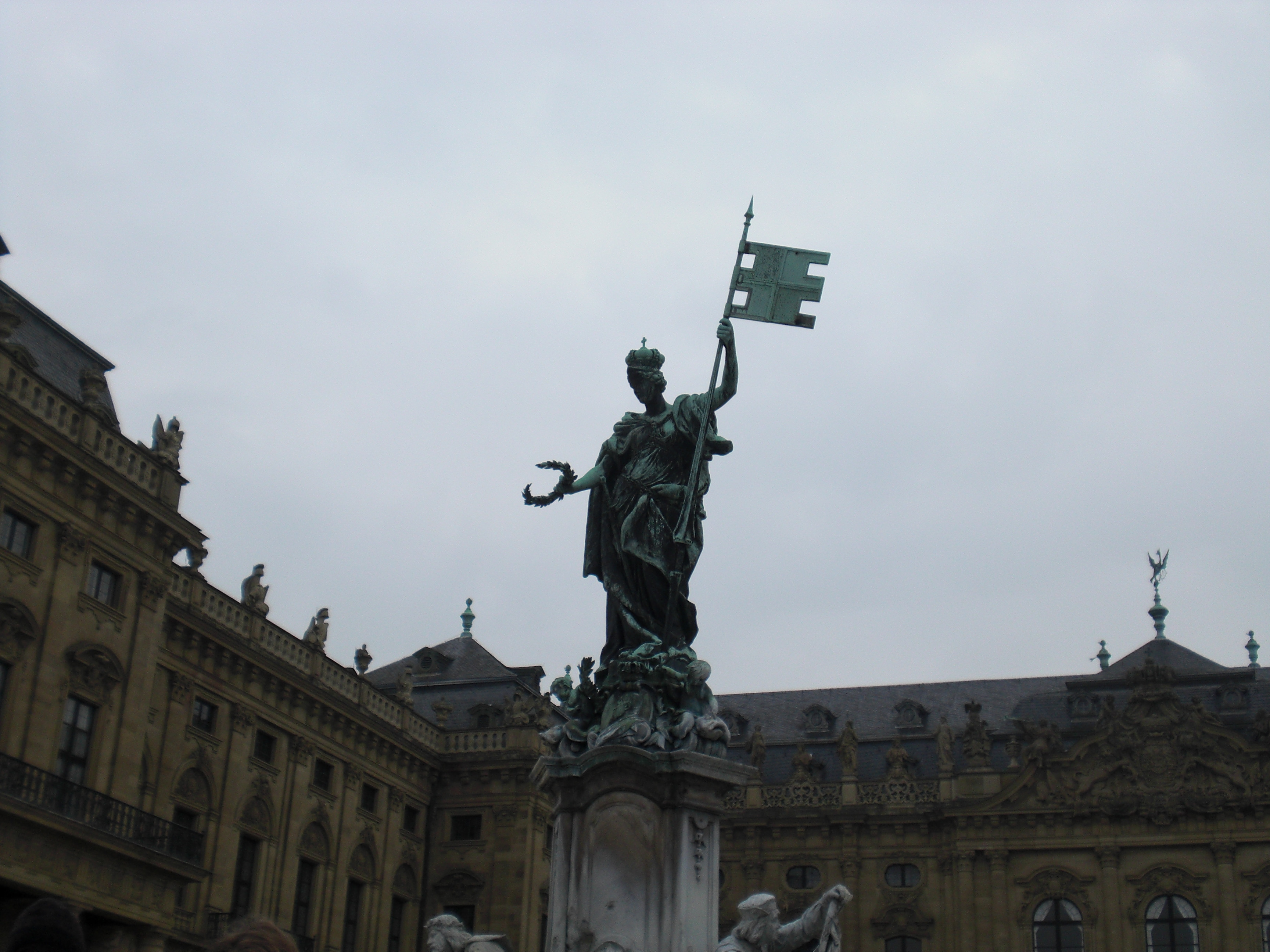